# Raúl Alberto Lastiri
Raúl Alberto Lastiri (Buenos Aires, 11 de septiembre de 1915-Buenos Aires, 11 de diciembre de 1978) fue un político argentino, que desempeñó interinamente las funciones de presidente de la Nación tras la renuncia a su cargo de Héctor José Cámpora y del vicepresidente Vicente Solano Lima en 1973, durante lo que ha dado en llamarse el tercer peronismo. Perteneció al Partido Justicialista, y a su vez formaba parte del Frente Justicialista de Liberación (Frejuli).

## Biografía
Nacido en el barrio porteño de Parque Patricios, Raúl Alberto era hijo de José María Lastiri y María Ferrari. Luego de desempeñarse como empleado de la empresa petrolera, entonces de capital estatal, Yacimientos Petrolíferos Fiscales (YPF), Lastiri se desempeñó como secretario privado del director general de Radiodifusión durante el gobierno de facto del general Edelmiro Farrell. Esa repartición tenía a su cargo la conducción del sistema de medios controlados por el Estado nacional, lo que le permitió relacionarse con muchas figuras del ambiente periodístico y artístico, incluyendo aparentemente a Eva Duarte. Lastiri señalaría posteriormente que él en persona había dado autorización a distintas emisoras de radio para que transmitieran en vivo los sucesos del 17 de octubre, en los que una masiva manifestación reclamó la liberación de Juan Domingo Perón, quien había sido detenido por el régimen militar. En 1943 se casó con Amelia Concepción Martino Posterivo (1920-2009), con la que tuvo tres hijos: Raúl Oscar, María Victoria y María Viviana Lastiri Martino. El matrimonio se separó a comienzos de los años 1970.
Al asumir Perón como presidente, Lastiri pasó a ser secretario privado del Administrador Nacional de Correos y Telégrafos y desde 1949 del ministro de Comunicaciones de la Nación, Oscar Nicolini. Fue miembro del directorio de la Mutual de Previsión Social del organismo entre 1949 y 1951.
Fue incorporado al Servicio Exterior de la Nación y cumplió misiones diplomáticas en Estados Unidos, Paraguay y Chile. En este último país entre mayo y septiembre de 1955 con rango de secretario de embajada se desempeñó como cónsul en Santiago de Chile. 
Al producirse la caída de Perón por el golpe de Estado conocido como la Revolución Libertadora, regresó al país y permaneció un mes detenido en la Penitenciaría de la avenida Las Heras, en la ciudad de Buenos Aires.
Luego fue empleado en la Revista Jurídica “La Ley” de propiedad del excanciller peronista Jerónimo Remorino, y Posteriormente se dedicó a la industria de la construcción.
Lastiri se mantenía en contacto con grupos que propiciaban el retorno del justicialismo al poder. De esa manera conoció a José López Rega, de la logia ANAEL, y a su hija Norma, quien era 30 años menor que él. Poco después, López se incorporaría al entorno de Perón y su esposa María Estela Martínez de Perón, y desde ese lugar asumiría la dirección periodística de la revista Las Bases, donde Lastiri se desempeñaría en la cobranza de los avisos publicitarios y Norma en distintas tareas editoriales y políticas, según constaba en la nómina. Allí Lastiri se convirtió en novio y luego esposo de Norma Beatriz López Rega lo cual selló su incorporación al círculo de estrecha confianza del expresidente en el exilio. Llegó a ser secretario privado de Isabel Perón y más tarde director de la revista. En ocasiones cuando su suegro viajaba a Argentina, Lastiri ocupaba su lugar como asistente de Perón en Madrid controlando por ejemplo las comunicaciones por télex con los dirigentes peronistas.
Cuando se convocaron nuevamente comicios en Argentina, López Rega logró que Cámpora incluyera a Lastiri en la lista de candidatos a Diputado Nacional, y tras el triunfo electoral del FREJULI, fue designado presidente de la Cámara de Diputados de la Nación, cargo en el que se encontraba hasta la renuncia de Cámpora y Solano Lima.
Asimismo, se ha acusado a Lastiri de tener vínculos con la logia masónica P2 de Licio Gelli.

## Presidencia interina

### Llegada al poder
En ese momento, por influencia de José López Rega –ministro de Bienestar Social—, se consideró conveniente interferir el dispositivo constitucional de sucesión presidencial, para lo cual al presidente provisional del Senado, Alejandro Díaz Bialet (segundo en la línea sucesoria), precipitadamente se lo embarcó en el primer avión para Argelia a cargo de una misión inexistente. De este modo, Lastiri (el tercero en la línea constitucional por ser presidente de la Cámara de Diputados) pudo asumir provisionalmente la presidencia y convocar a nuevas elecciones donde entregó el mando a Juan Domingo Perón, electo para su tercer mandato.

### Gestión presidencial

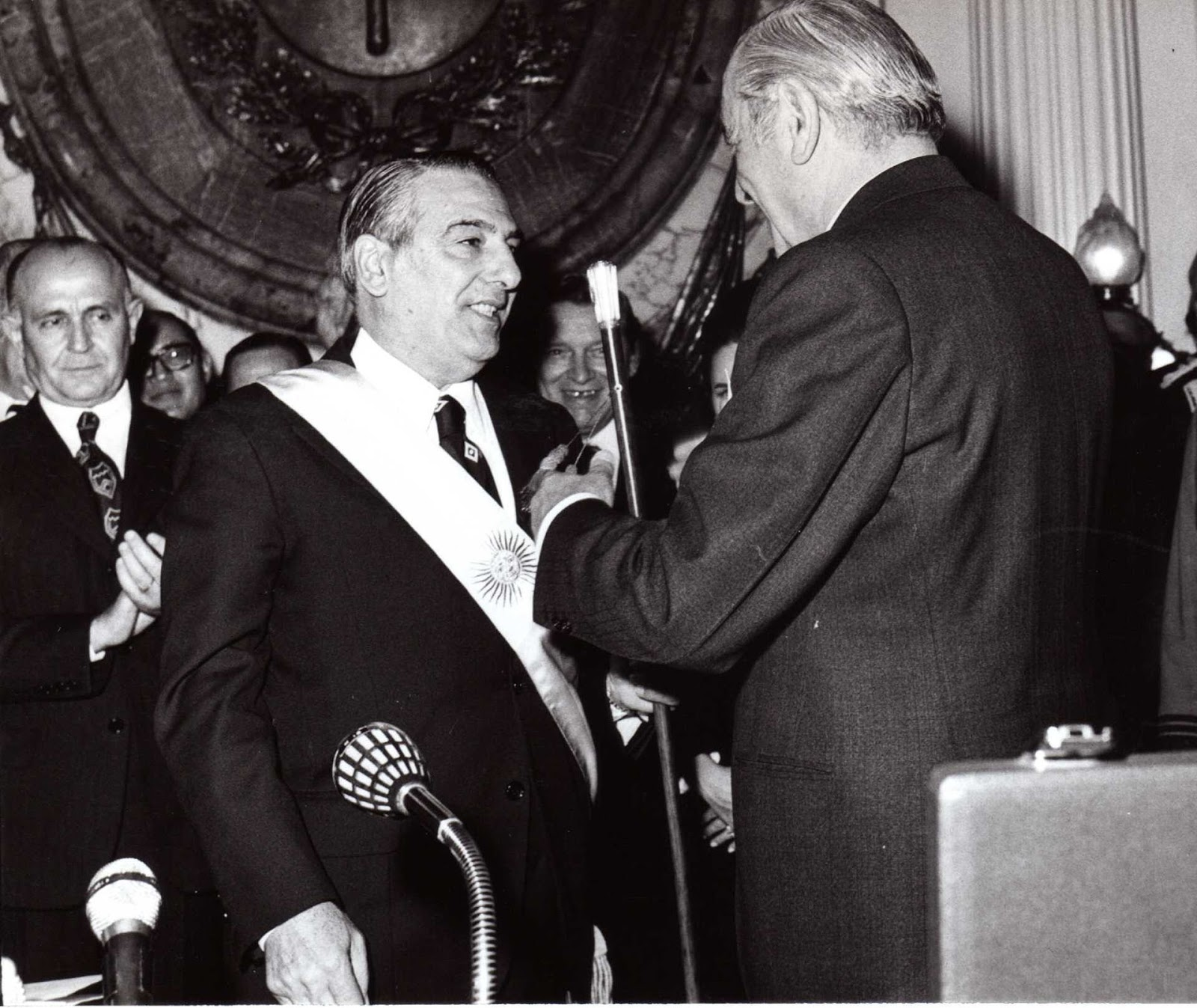
Héctor Cámpora le entrega el mando al por entonces nuevo presidente Raúl Lastiri, 13 de julio de 1973.

Durante el breve gobierno de Lastiri —que había sido elegido diputado por el Frente Justicialista de Liberación pese a pertenecer al ala conservadora del justicialismo— se produjo un giro a la derecha en el gobierno peronista.
Producido por el ERP el asalto al Comando de Sanidad del Ejército, en la Capital Federal para robar armas y material de sanidad, Lastiri emitió un decreto que ilegalizaba al ERP (desde entonces no se podía hacer referencia a su nombre y se lo denominaba "la organización declarada ilegal" ODI), el mismo día en que Juan Domingo Perón ganaba las elecciones del 23 de septiembre de 1973.
Alberto Juan Vignes, reemplazó a Juan Carlos Puig en el Ministerio de Relaciones Exteriores. Además, el nuevo ministro del Interior fue Benito Llambí, tras la salida Esteban Righi, considerado afín a Montoneros.
A pesar de ello, la política exterior siguió un perfil tercermundista. En agosto de 1973, la Argentina concedió a Cuba un préstamo de 200 millones de dólares para adquirir maquinarias y automóviles. José Ber Gelbard, también confirmado como ministro de Economía, continuó con su política anterior, nacionalizando los depósitos bancarios y anunciando un Plan Trienal de desarrollo.

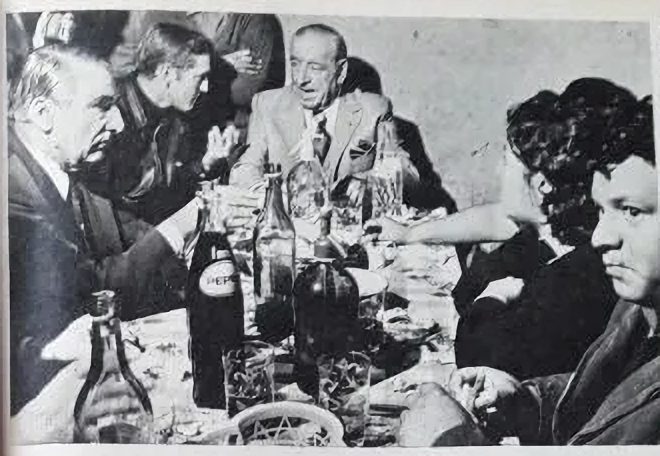
Raúl Lastiri, Héctor Cámpora y el padre Carlos Mugica comiendo asado en la villa. Mayo de 1973. Revista Panorama.

El 10 de agosto de 1973, para celebrar el Día de la Fuerza Aérea Argentina, viajó a la base Marambio en el territorio antártico reclamado por la Argentina, junto a su esposa, Norma López Rega, Isabel Perón, miembros de su gabinete, titulares de las fuerzas armadas y legisladores nacionales.
Lastiri, sin embargo, detuvo las medidas de amnistía y pacificación de los presos políticos del régimen de Lanusse que había tomado Cámpora sin apoyo popular.
El 25 de septiembre de 1973, el secretario general de la Confederación General del Trabajo (CGT), José Ignacio Rucci fue asesinado. Aunque en primera instancia negaron la autoría, finalmente se descubrió la implicación de miembros de Montoneros en el hecho. Ese mismo mes, el ERP había asaltado el Comando de Sanidad del Ejército en el barrio de Parque Patricios de la ciudad de Buenos Aires, con un saldo de un muerto, lo que se utilizó para justificar su ilegalización y la clausura del diario El Mundo.[cita requerida]
Anunció de la preparación de un Plan Trienal de desarrollo, de 1974 a 1976. Se señalaba que Lastiri había desempeñado tareas en la función pública y en la actividad privada; que había adherido al peronismo casi desde sus orígenes y que había tenido a su cargo misiones de importancia en los medios partidarios. “La Nación” (14/07/73:1) lo calificaba de “equilibrado” y “mesurado”.[cita requerida]

## Pospresidencia

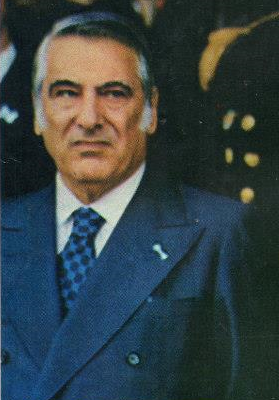
Lastiri el 10 de julio de 1975.

Luego de entregarle los atributos de mando a Perón, regresó a la presidencia de la Cámara de Diputados. En mayo de 1974 visita la Unión Soviética enviado por el presidente Perón en una misión económica-política junto a Ítalo Luder y José Ber Gelbard. Renunció a su cargo y a la vicepresidencia del Partido Justicialista a mediados de 1975. En enero de 1976, Lastiri brindó una entrevista a la revista Gente donde mostró su casa, sus corbatas y su lujosa cama. Esto contrastaba con la realidad de crisis que vivía el país, y fue fuertemente criticado.
Tras el golpe militar de 1976, Lastiri fue detenido por los militares y murió en prisión dos años más tarde, a causa de un linfoma.